# 백성철
백성철은 대한민국의 모델, 배우이다.

## 출연작

### 드라마
- 2021년 KAKAO 화/토 웹 드라마 《아직 낫서른》 ... 형준영 역
- 2021년 tvN & TVING 오리지널 드라마 《마녀식당으로 오세요》 ... 현우 역
- 2021년 JTBC 토일드라마 《구경이》 ... 산타 역
- 2022년 KAKAO 월/화/수 웹 드라마 《어쩌다 전원일기》 ... 이상현 역
- 2023년 ENA & Genie TV 월화 드라마 《사랑한다고 말해줘》 ... 차진우 역 (정우성 아역)
- 2024년 ENA & Genie TV 월화 드라마 《취하는 로맨스》 ... 오찬휘 역

### 영화
- 《E.S.P》

## 광고
- Samsung Bespoke 에어드레서
- Samsung Galaxy
- Poeticmovement
- GXG
- CHUK
- Musinsa
- Gucci catalogue
- Hera
- Nepa
- Nike

## 뮤직비디오
- 2019년 윤종신 - 춘천가는 기차
- 2019년 퍼센트 - Canvas Girl
- 2020년 BIBI - 신경쓰여
- 2020년 스텐딩 에그 - 친구에서 연인
- 2021년 Lovey - 우리에게도 사계가 존재한다면